# Carl Friedrich Pogge
Carl Friedrich Pogge (* 27. Dezember 1752 in Greifswald; † 30. November 1840 ebenda) war ein deutscher Kaufmann und Münzsammler.

## Leben
Carl Friedrich Pogge entstammte der in Mecklenburg und Pommern ansässigen Familie Pogge. Er war Sohn von Carl Heinrich Pogge (1720–1785), Kaufmann, Gewürzhändler und Apotheker in Greifswald, und dessen Frau Ilsabe Dorothea Cramer (1730–1753).
Pogge selbst war von 1786 bis 1792 Ratsherr in Greifswald und gehörte der Schonenfahrercompagnie an. Der königlich-schwedische Kommerzienrat führte einen ausgedehnten Großhandel in Schwedisch-Pommern und später in der Provinz Pommern. 
Neben seiner Handelstätigkeit widmete er sich der Geschichte Pommerns und dabei insbesondere der Numismatik. Er gelangte in den Besitz einer großen Münzsammlung, zu der er selbst einen handschriftlichen Katalog erstellte. Diese Sammlung war 1827 mit 1039 Münzen aus Pommern, 4923 mittelalterlichen und 959 antiken Münzen sowie 1048 Nachbildungen die größte in Pommern. Neben 5456 Silbermünzen enthielt sie 409 Goldmünzen. Pogge lieferte außerdem wertvolle Münzen für den Rügisch-Pommerschen Geschichtsverein. 
Der Wert der Münzsammlung, die als Familienfideikommiss im Besitz der Familie Pogge verblieb, wurde in den 1860er Jahren auf 60.000 Taler Preußisch Courant geschätzt.
1881 gelangte ein Teil der Münzsammlung an das Provinzialmuseum für Neuvorpommern und Rügen in Stralsund. Pogges Nachkommen ließen einen weiteren Teil der Sammlung, darunter den Jakobslöser, Ende November 1903 von L. & L. Hamburger in Frankfurt/Main versteigern.
Pogge stiftete größere Geldbeträge für verschiedene wohltätige Einrichtungen der Stadt Greifswald. So spendete er 2000 Taler („Poggesche Stiftung“) für die sogenannte „Kinderstube“ oder „Kleinkinder-Bewahr-Anstalt“, eine Art Vorschule für die kleineren Kinder armer Eltern, und 3000 Taler für das Armenhospital („Poggesches Legat“).
Carl Friedrich Pogge war mit Friederica von Vahl verheiratet. Er war zugleich Onkel von Carl Pogge (1763–1831) aus der Linie berühmter mecklenburgischer Landwirte.